# Tarek Heggy
Tarek Heggy (طارق حجي, né le 12 octobre 1950 à Port-Saïd, Égypte) est un intellectuel politique libéral et stratège de pétrole égyptien. Ses œuvres extensives prônent les valeurs du modernisme, de la démocratie, de la tolérance, et des droits de la femme au Moyen-Orient, les présentant comme des valeurs universelles essentielles au progrès de la région. Étant l’un des principaux théoriciens libéraux égyptiens contemporains, il a donné des conférences à plusieurs universités à travers le monde, dont Oxford, Melbourne, Sydney, Tokyo, Princeton, Columbia, Berkeley en Californie et celle du Maryland. Grâce à sa connaissance du Moyen-Orient, il a aussi été appelé à parler à divers organismes et think tank (centres de réflexion), tels que la Fondation Heritage (Heritage Foundation), l’Hudson Institute, l’Institut Washington pour la Politique du Proche-Orient (Washington Institute for Near East Policy), la National Endowment for Democracy, l’Institut  Américain de l’Entreprise « American Enterprise Institute », la Fondation Carnegie pour la Paix Internationale (Carnegie Endowment for International Peace) et le Conseil des relations étrangères (Council on Foreign Relations).
Les thèmes principaux de Tarek Heggy sont les besoins de réformes économique, culturelle, et éducative en Égypte et au Moyen-Orient. Sa voix libérale fait partie d’une petite minorité croissante qui appelle à la critique de soi ainsi qu'à d’énormes réformes, et qui reconnaît ouvertement les échecs de l’idéologie/dogme politique dominant l’Égypte et le monde arabe. De plus, cette voix qualifie les théories de conspiration et la rhétorique emphatique qui envahissent la région de signes de crise culturelle ayant besoin de résolution.  Enfin, cette voix appelle au besoin impératif de mettre une véritable fin au conflit israélo-arabe, moyennant une vraie paix entre l’Égypte, les pays arabes et Israël. Tarek Heggy châtie une grande partie des médias égyptiens et arabes qui promeuvent une culture de haine, et il critique ces médias d’avoir réintroduit la rhétorique radicale des années 1960 qui mena plusieurs pays arabes à la catastrophe.

## Biographie
Tarek Heggy est né en 1950 dans la bourgeoisie égyptienne de la ville de ses parents, Port-Saïd. Son père et sa mère eurent tous les deux la chance d’avoir un niveau d’éducation supérieur, des intellectuels qui furent largement exposés à la culture et la civilisation occidentales. Ils l’imprégnèrent d’amour pour la lecture et d’appréciation pour les langues dès son jeune âge. Résidents de Port-Saïd, les parents de Heggy étaient la progéniture de la communauté du Canal de Suez et d’une ouverture unique sur le monde extérieur.
Tarek Heggy fit de hautes études en droit à l’Université de Ain Chams au Caire, ensuite en gestion moderne à l’ « International Management Institute » à l’Université de Genève. De 1971 à 1979, il enseigna à plusieurs écoles de droit dans des universités nord-africaines d'Algérie et du Maroc.
En juillet 1979, Tarek Heggy rejoignit la compagnie internationale de pétrole Shell comme avocat (1979 — 1985) et vice-président de Shell Égypte (1985-1988). En 1988, il fut la première personne du Moyen-Orient à être nommé président des compagnies Shell en Égypte, et assistant/conseiller de Shell International pour les détenteurs majeurs de ressources (Major Resource Holders MRH). Après avoir occupé ces postes pendant huit ans, Heggy démissionna de Shell le 1er juillet 1996 pour consacrer ses efforts à une grande sphère d’activités intellectuelles et culturelles, et diriger sa compagnie privée TANA Petroleum en parallèle.

## Affiliations
- Comité Consultatif de l’Institut pour les Études du Terrorisme et de la Violence Politique The Institute for the Study of Terrorism and Political Violence, Washington DC (États-Unis).
- Comité Consultatif de l’organisation RAND Centre de la Politique Publique du Moyen-Orient  Center for Middle East Public Policy, de l’Initiative pour la Jeunesse du Moyen Orient (IMEY)[4].
- Comité consultatif de Just Journalism (Royaume-Uni).
- Conseil suprême de la culture, Égypte (Comité des sciences de gestion).
- Société égyptienne des études historiques.
- Université MSA (Le Caire, Égypte).
- Faculté d'économie et de sciences politiques, Université du Caire.
- Centre du Moyen-Orient pour les recherches, Université Ain Chams (Le Caire).
- Société arabe de gestion.
- Association du Barreau égyptien.
- Association des écrivains égyptiens.
- Président de la Bibliothèque d’Héliopolis.

## Distinctions
- 2008 : prix Grinzane Cavour pour accomplissement culturel et littéraire[5].
- Bourse d’études comparatives supérieures des relations juives/musulmanes, créée au nom de Tarek Heggy à l’Université de Toronto[6]

Tarek Heggy a participé à l'instauration de la chaire des études coptes à l'Université Américaine du Caire.

### L'islam politique
- Entre la tribu et l'État
- L'islam entre copier et réfléchir

### La mentalité arabe
- Chantant nos propres louanges
- L'absence de l’esprit critique
- L'anatomie de l’apathie des gens
- La fixité : une culture arabe
- La mentalité arabe et la théorie de la conspiration
- La phobie de l'invasion culturelle
- Le besoin d'une « Culture de compromis »
- Le monde... comme il est vraiment
- Le statut de la femme dans la société progressive
- Le syndrome des « Paroles creuses »
- Les prisons de l’esprit arabe
- Une culture de déni
- Une culture de stéréotypes

### L'Arabie saoudite
- Le Roi et l’épée
- Si j'étais chiite en Arabie saoudite

### Les Chrétiens d’Égypte
- Réflexions sur la question copte
- Si j'étais copte !!

### Divers
- Ainsi parlait mon ami excentrique
- Indices d'un État relâché
- L'éducation... tout d'abord
- Le conflit israélo-arabe entre raison et hystérie
- Perles ...

## Œuvres publiées
Depuis avril 1978, Tarek Heggy a écrit environ 30 livres en quatre langues. De plus, quelque cinq cents articles publiés peuvent être lus sur son site électronique en français , arabe , anglais , italien , russe  et hébreu .

### Livres en français
- L"inéluctable transformation
- Le djinn islamiste (projeté pour 2010)

### Livres en anglais
- On Management and Petroleum Industry. 1991
- Egypt's Contemporary Problems 1992
- Critique of Marxism 1992
- Egyptian Political Essays 2000
- Culture, Civilization & Humanity Grande Bretagne & États-Unis, 2003
- The Fall of Socialism 2009
- The Arab Cocoon Grande Bretagne, 2009
- The Arab Culture: Imprisoned (projeté pour 2010)

### Livres en arabe
- Afqar Marxia fi al mizan (Idées marxistes dans la balance) 1978
- Al sheyouᶜeya wal adian  (Le communisme et les religions) 1980
- Tajribati maᶜ al Marxia (Mon expérience avec le marxisme) 1983
- Ma al ᶜamal? (Que faire ?) 1986
- Al asnam al arbaᶜa (Les quatre idoles) 1988
- Thalouth al damar (La trinité destructive) 1990
- Misr bayn zelzalayn (L’Égypte entre deux séismes) 1991
- Al tahawol al massiry (L’Inéluctable transformation) 1993
- Nadharat fi al wakeᶜ al misry (Réflexions sur la réalité égyptienne) 1995
- Naqd al ᶜaql al ᶜarabi (Critique de l’esprit arabe) 1998
- Al thaqafa awalan wa akhiran (La culture en tout premier lieu) 2000
- Qiyam al taqaddum (Les valeurs du progrès) 2001
- Taᶜamulat fi al ᶜaql al misry (Sur l’esprit égyptien) 2003
- Hawamish ᶜala daftar al ᶜaql al misry (Marges sur l’esprit égyptien) 2004
- Al idara wal waqeᶜ al ᶜarabi (La gestion moderne et la société arabe contemporaine) 2006
- Sejoun al 'aql al 'arabi (Les prisons de l'esprit arabe) 2009
- Thaqafatna bayn al wahm wal haqiqa (Notre culture entre l'illusion et la réalité) 2009

### Livres en italien
- Le Prigioni Della Mente Araba (Les prisons de l'esprit arabe) (traduit par Prof. Valentina Colombo), Milan 2010